# Jamaica nos Jogos Olímpicos de Verão de 2020
A Jamaica participa nos Jogos Olímpicos de Verão de 2020 em Tóquio. Originalmente programados para ocorrerem de 24 de julho a 9 de agosto de 2020, os Jogos foram adiados para 23 de julho a 8 de agosto de 2021, por causa da pandemia COVID-19. Será a 18ª participação da nação nas Olimpíadas de Verão, além de ter participado como parte das Índias Ocidentais Britânicas em 1960.

## Competidores
Abaixo está a lista do número de competidores nos Jogos.
| Esporte            | Masculino | Feminino | Total |
| ------------------ | --------- | -------- | ----- |
| Atletismo          | 20        | 22       | 44    |
| Boxe               | 1         | 0        | 1     |
| Ginástica          | 0         | 1        | 1     |
| Judô               | 0         | 1        | 1     |
| Natação            | 1         | 1        | 2     |
| Saltos ornamentais | 1         | 0        | 1     |
| Total              | 23        | 25       | 50    |

## Atletismo
Os seguintes atletas jamaicanos conquistaram marcas de qualificação, pela marca direta ou pelo ranking mundial, nos seguintes eventos de pista e campo (até o máximo de três atletas em cada evento):
- Nota– As posições para os eventos de pista são em relação à bateria do atleta
- Q = Qualificado para a próxima fase
- q = Qualificado para a próxima fase como o perdedor mais rápido ou, em eventos de campo, pela posição sem atingir o alvo para qualificação
- NR = Recorde nacional
- N/A = Fase não aplicável para o evento
- Bye = Atleta não precisou disputar aquela fase

Eventos de pista e estrada
Masculino
| Atleta             | Evento              | Eliminatória | Eliminatória | Quartas-de-final | Quartas-de-final | Semifinal | Semifinal | Final     | Final   |
| Atleta             | Evento              | Resultado    | Posição      | Resultado        | Posição          | Resultado | Posição   | Resultado | Posição |
| ------------------ | ------------------- | ------------ | ------------ | ---------------- | ---------------- | --------- | --------- | --------- | ------- |
| Yohan Blake        | 100 m               | Bye          | Bye          |                  |                  |           |           |           |         |
| Oblique Seville    | 100 m               | Bye          | Bye          |                  |                  |           |           |           |         |
| Tyquendo Tracey    | 100 m               | Bye          | Bye          |                  |                  |           |           |           |         |
| Yohan Blake        | 200 m               |              |              | —                | —                |           |           |           |         |
| Rasheed Dwyer      | 200 m               |              |              | —                | —                |           |           |           |         |
| Julian Forte       | 200 m               |              |              | —                | —                |           |           |           |         |
| Sean Bailey        | 400 m               |              |              | —                | —                |           |           |           |         |
| Demish Gaye        | 400 m               |              |              | —                | —                |           |           |           |         |
| Christopher Taylor | 400 m               |              |              | —                | —                |           |           |           |         |
| Ronald Levy        | 110 m com barreiras |              |              | —                | —                |           |           |           |         |
| Hansle Parchment   | 110 m com barreiras |              |              | —                | —                |           |           |           |         |
| Damion Thomas      | 110 m com barreiras |              |              | —                | —                |           |           |           |         |
| Jaheel Hyde        | 400 m com barreiras |              |              | —                | —                |           |           |           |         |
| Kemar Mowatt       | 400 m com barreiras |              |              | —                | —                |           |           |           |         |
| Shawn Rowe         | 400 m com barreiras |              |              | —                | —                |           |           |           |         |
|                    | Revezamento 4x100 m |              |              | —                | —                | —         | —         |           |         |
|                    | Revezamento 4x400 m |              |              | —                | —                | —         | —         |           |         |

Feminino
| Atleta                  | Evento              | Eliminatória | Eliminatória | Semifinal | Semifinal | Final     | Final   |
| Atleta                  | Evento              | Resultado    | Posição      | Resultado | Posição   | Resultado | Posição |
| ----------------------- | ------------------- | ------------ | ------------ | --------- | --------- | --------- | ------- |
| Shelly-Ann Fraser-Pryce | 100 m               |              |              |           |           |           |         |
| Elaine Thompson Herah   | 100 m               |              |              |           |           |           |         |
| Shericka Jackson        | 100 m               |              |              |           |           |           |         |
| Shelly-Ann Fraser-Pryce | 200 m               |              |              |           |           |           |         |
| Elaine Thompson Herah   | 200 m               |              |              |           |           |           |         |
| Shericka Jackson        | 200 m               |              |              |           |           |           |         |
| Roneisha McGregor       | 100 m               |              |              |           |           |           |         |
| Candice McLeod          | 100 m               |              |              |           |           |           |         |
| Stephenie Ann McPherson | 100 m               |              |              |           |           |           |         |
| Natoya Goule            | 800 m               |              |              |           |           |           |         |
| Aisha Praught-Leer      | 1500 m              |              |              |           |           |           |         |
| Aisha Praught-Leer      | 5000 m              |              |              | —         | —         |           |         |
| Britany Anderson        | 100 m com barreiras |              |              |           |           |           |         |
| Megan Tapper            | 100 m com barreiras |              |              |           |           |           |         |
| Yanique Thompson        | 100 m com barreiras |              |              |           |           |           |         |
| Leah Nugent             | 400 m com barreiras |              |              |           |           |           |         |
| Janieve Russell         | 400 m com barreiras |              |              |           |           |           |         |
| Ronda Whyte             | 400 m com barreiras |              |              |           |           |           |         |
|                         | Revezamento 4x100 m |              |              | —         | —         |           |         |
|                         | Revezamento 4x400 m |              |              | —         | —         |           |         |

Misto
| Atleta | Evento              | Eliminatória | Eliminatória | Final | Final   |
| Atleta | Evento              | Tempo        | Posição      | Tempo | Posição |
| ------ | ------------------- | ------------ | ------------ | ----- | ------- |
|        | Revezamento 4x400 m |              |              |       |         |

Eventos de campo
Masculino
| Atleta         | Evento              | Qualificação | Qualificação | Final     | Final   |
| Atleta         | Evento              | Distância    | Posição      | Distância | Posição |
| -------------- | ------------------- | ------------ | ------------ | --------- | ------- |
| Tajay Gayle    | Salto em distância  |              |              |           |         |
| Carey McLeod   | Salto em distância  |              |              |           |         |
| Carey McLeod   | Salto triplo        |              |              |           |         |
| Fedrick Dacres | Lançamento de disco |              |              |           |         |
| Traves Smikle  | Lançamento de disco |              |              |           |         |
| Chad Wright    | Lançamento de disco |              |              |           |         |

Feminino
| Atleta              | Evento              | Qualificação | Qualificação | Final     | Final   |
| Atleta              | Evento              | Distância    | Posição      | Distância | Posição |
| ------------------- | ------------------- | ------------ | ------------ | --------- | ------- |
| Tissanna Hickling   | Salto em distância  |              |              |           |         |
| Chanice Porter      | Salto em distância  |              |              |           |         |
| Shanieka Ricketts   | Salto triplo        |              |              |           |         |
| Kimberly Williams   | Salto triplo        |              |              |           |         |
| Lloydrica Cameron   | Arremesso de peso   |              |              |           |         |
| Danniel Thomas-Dodd | Arremesso de peso   |              |              |           |         |
| Shadae Lawrence     | Lançamento de disco |              |              |           |         |

## Boxe
A Jamaica inscreveu um boxeador para o torneio olímpico pela primeira vez desde 1996. Com o cancelamento do Torneio Pan-Americano de Qualificação Olímpica de 2021 em Buenos Aires, Argentina, Ricardo Brown ficou em quarto na categoria superpesado no ranking das Américas da Força-tarefa do COI  para garantir uma vaga na equipe jamaicana. 
| Atleta        | Evento           | Fase de 32           | Oitavas-de-final     | Quartas-de-final     | Semifinais           | Final                | Final   |
| Atleta        | Evento           | Adversário Resultado | Adversário Resultado | Adversário Resultado | Adversário Resultado | Adversário Resultado | Posição |
| ------------- | ---------------- | -------------------- | -------------------- | -------------------- | -------------------- | -------------------- | ------- |
| Ricardo Brown | +91 kg masculino |                      |                      |                      |                      |                      |         |

## Ginástica

### Artística
A Jamaica inscreveu uma atleta da ginástica artística para a competição olímpica. A atleta nascida na Grã-Bretanha Danusia Francis garantiu uma vaga para o individual geral feminino e para os eventos de aparelhos, após terminar em nono entre as vinte ginastas elegíveis para qualificação no Campeonato Mundial de 2019 em Stuttgart, Alemanha.
Feminino
| Atleta          | Evento     | Qualificação | Qualificação | Qualificação | Qualificação | Qualificação  | Qualificação  | Final    | Final    | Final    | Final    | Final         | Final         |
| Atleta          | Evento     | Aparelho     | Aparelho     | Aparelho     | Aparelho     | Classificação | Classificação | Aparelho | Aparelho | Aparelho | Aparelho | Classificação | Classificação |
| Atleta          | Evento     | SM           | BA           | Tr           | So           | Total         | Pos.          | SM       | BA       | Tr       | So       | Total         | Pos.          |
| --------------- | ---------- | ------------ | ------------ | ------------ | ------------ | ------------- | ------------- | -------- | -------- | -------- | -------- | ------------- | ------------- |
| Danusia Francis | Individual |              |              |              |              |               |               |          |          |          |          |               |               |

## Judô
A Jamaica inscreveu uma judoca para o torneio olímpico com base no Ranking Olímpico Individual da International Judo Federation.
Feminino
| Atleta               | Evento | Fase de 32           | Oitavas-de-final     | Quartas-de-final     | Semifinais           | Repescagem           | Final / BM           | Final / BM |
| Atleta               | Evento | Adversária Resultado | Adversária Resultado | Adversária Resultado | Adversária Resultado | Adversária Resultado | Adversária Resultado | Posição    |
| -------------------- | ------ | -------------------- | -------------------- | -------------------- | -------------------- | -------------------- | -------------------- | ---------- |
| Ebony Drysdale Daley | –70 kg |                      |                      |                      |                      |                      |                      |            |

## Natação
Nadadores jamaicanos conquistaram marcas de qualificação para os seguintes eventos (até o máximo de 2 nadadores em cada evento com o Tempo de Qualificação Olímpica (OQT) e potencialmente 1 com o Tempo de Seleção Olímpica (OST)):
| Atleta        | Evento                 | Eliminatória | Eliminatória | Semifinal | Semifinal | Final | Final   |
| Atleta        | Evento                 | Tempo        | Posição      | Tempo     | Posição   | Tempo | Posição |
| ------------- | ---------------------- | ------------ | ------------ | --------- | --------- | ----- | ------- |
| Alia Atkinson | 100 m peito feminino   |              |              |           |           |       |         |
| Keanan Dols   | 200 m medley masculino |              |              |           |           |       |         |

## Saltos ornamentais
A Jamaica inscreveu um saltador para a competição olímpica do trampolim após terminar entre os 18 melhores do trampolim na Copa do Mundo de Saltos Ornamentais de 2021 em Tóquio, Japão.
| Atleta             | Evento                             | Preliminares | Preliminares | Semifinais | Semifinais | Final  | Final   |
| Atleta             | Evento                             | Pontos       | Posição      | Pontos     | Posição    | Pontos | Posição |
| ------------------ | ---------------------------------- | ------------ | ------------ | ---------- | ---------- | ------ | ------- |
| Yona Knight-Wisdom | Trampolim 3 m individual masculino |              |              |            |            |        |         |